# Državna cesta
Državna cesta je javna cesta koja povezuje cjelokupni teritorij Republike Hrvatske i povezuje ga s mrežom glavnih europskih cesta.
U Hrvatskoj, prema podacima iz 1999. godine, postoje 163 državne ceste ukupne duljine od 7422.9 kilometara. Označene su jednoznamenkastim, dvoznamenkastim i troznamenkastim brojevima, koji su ispisani i na malim tablama uz ceste i na autokartama. U izvoru iz koga je preuzet ovaj popis ceste su označene samo brojevima, ali su u opisima cesta druge državne ceste označene slovom D + broj. Na taj su način označene i u Leksikonu naselja Hrvatske. Zato su takve oznake preuzete i u ovu Wikipediju.

## Poveznice
- Državne ceste u Hrvatskoj